# فروتارم
صناعات فروتارم (بالإنجليزية: Frutarom Industries Ltd)‏ هي شركة إسرائيلية وواحدة من أضخم شركات النكهة والرائحة المركبة في العالم . تأسست في 1933. يقع مقرها في حيفا في إسرائيل. في 2011 وصلت مبيعاتها لأكثر من 518 مليون دولار.
الشركة تتداول أسهم في بورصة تل أبيب وسوق لندن للأوراق المالية.

## وصلات خارجية
- الموقع الرسمي